# サマータイム・ブルース (エディ・コクランの曲)
「サマータイム・ブルース」（Summertime Blues）は、エディ・コクランが1958年に発表した楽曲。ロカビリーの代表曲の一つである。

## 概要
コクランのマネージャーのジェリー・ケープハートは、彼の親しい友人でもあった。ケープハートはあるとき「夏についての曲は山のようにあるが、夏の苦労を歌った曲はどこにもない」と思いつき、このアイデアを元にコクランと二人で45分で本作品を書き上げた。録音は1958年3月28日、ロサンゼルスのゴールド・スター・スタジオで行われた。
レコード会社は彼をクルーナー・タイプの歌手に仕立てようとしていたため、「サマータイム・ブルース」は当初バラードの「Love Again」のB面として発表された。発売日は1958年6月11日。「Love Again」の作者は、リッキー・ネルソンの「プア・リトル・フール」（1958年、全米1位）を書いたシャロン・シーリー。シーリーはのちにコクランの婚約者となり、1960年4月16日に彼が交通事故で死亡した際、ジーン・ヴィンセントと共に同じタクシーに乗っていた。この事故で彼女とヴィンセントは一命を取りとめている。
1958年10月4日付のビルボード・Hot 100で8位を記録した。イギリスは18位、カナダは10位、オーストリアは18位を記録した。
雑誌『ローリング・ストーン』はこの曲を以下のように評している。
「ローリング・ストーンの選ぶオールタイム・グレイテスト・ソング500」においては、2004年版で73位、2010年版で74位、2021年版で432位にランクされている。

## 演奏者
演奏者は推定も含め以下のとおりである。
- エディ・コクラン - リード・ボーカル、ベース・ボーカル、ギター
- コニー・スミス - ベース
- アール・パーマー - ドラムス
- シャロン・シーリー - ハンドクラッピング（推定）
- ジェリー・ケープハート - ハンドクラッピング（推定）

## カバー・バージョン
|        | アーティスト名                        | レコード・CD                                                      |
| ------ | ------------------------------------- | ----------------------------------------------------------------- |
| 1960年 | リッチー・ヴァレンス                  | 『Ritchie Valens In Concert at Pacoima Jr. High』                 |
| 1961年 | ボビー・ヴィー                        | 『Bobby Vee Sings Hits of the Rockin' '50's』                     |
| 1962年 | ザ・ビーチ・ボーイズ                  | 『サーフィン・サファリ』                                          |
| 1962年 | ザ・クリケッツ                        | 『Something Old, Something New, Something Blue, Something Else』  |
| 1968年 | ブルー・チアー                        | シングルA面                                                       |
| 1968年 | テリー・リード                        | 『Bang, Bang You're Terry Reid』                                  |
| 1968年 | ザ・ベンチャーズ                      | 『Flights of Fantasy』                                            |
| 1970年 | ザ・フー                              | 『ライヴ・アット・リーズ』、シングルA面                           |
| 1970年 | T・レックス                           | シングル「Ride a White Swan」のB面                                |
| 1975年 | オリビア・ニュートン＝ジョン          | 『Clearly Love』                                                  |
| 1977年 | アレックス・チルトン                  | EP「Singer Not the Song」に収録                                   |
| 1978年 | フライング・リザーズ                  | シングルA面                                                       |
| 1980年 | 子供ばんど                            | 『WE LOVE 子供ばんど』                                            |
| 1981年 | ブラック・キャッツ                    | 『CREAM-SODA PRESENTS』                                           |
| 1987年 | ブライアン・セッツァー                | 映画『ラ★バンバ』サウンドトラック                                 |
| 1988年 | バック・オーウェンズ                  | 『Hot Dog!』                                                      |
| 1988年 | RCサクセション                        | 『COVERS』                                                        |
| 1991年 | ギターウルフ                          | 『ジェットジェネレーション』                                      |
| 1992年 | デボラ・ハリー                        | 映画『恋に焦がれて』サウンドトラック                              |
| 1994年 | アラン・ジャクソン                    | シングルA面                                                       |
| 1996年 | ウルフルズ                            | シングル「ブギウギ'96」に収録                                     |
| 1998年 | ジョーン・ジェット&ザ・ブラックハーツ | 『アイ・ラブ・ロックンロール remastered CD edition』 bonus tracks |
| 2004年 | ラッシュ                              | 『Feedback』                                                      |
| 2008年 | ジェームス・テイラー                  | 『Covers』                                                        |
| 2008年 | ディオン                              | 『Heroes - Giants of Early Guitar Rock』                          |

### ライブ演奏
- キャプテンひろ&スペースバンド（1973年9月2日「第10回アマチュアロック祭 A Rock」ゲスト出演時、日本武道館）
- THE ALFEE（1993年2月15日「Communication Acoustic Special」アンコール1曲目、東京ベイNKホール）